# Геррет Корземанн
Геррет Корземан (нім. Gerret Korsemann; 1895–1958) — німецький військовик, СС-групенфюрер, генерал-лейтенант поліції, керівник СС і поліції в Рівному.

## Біографія

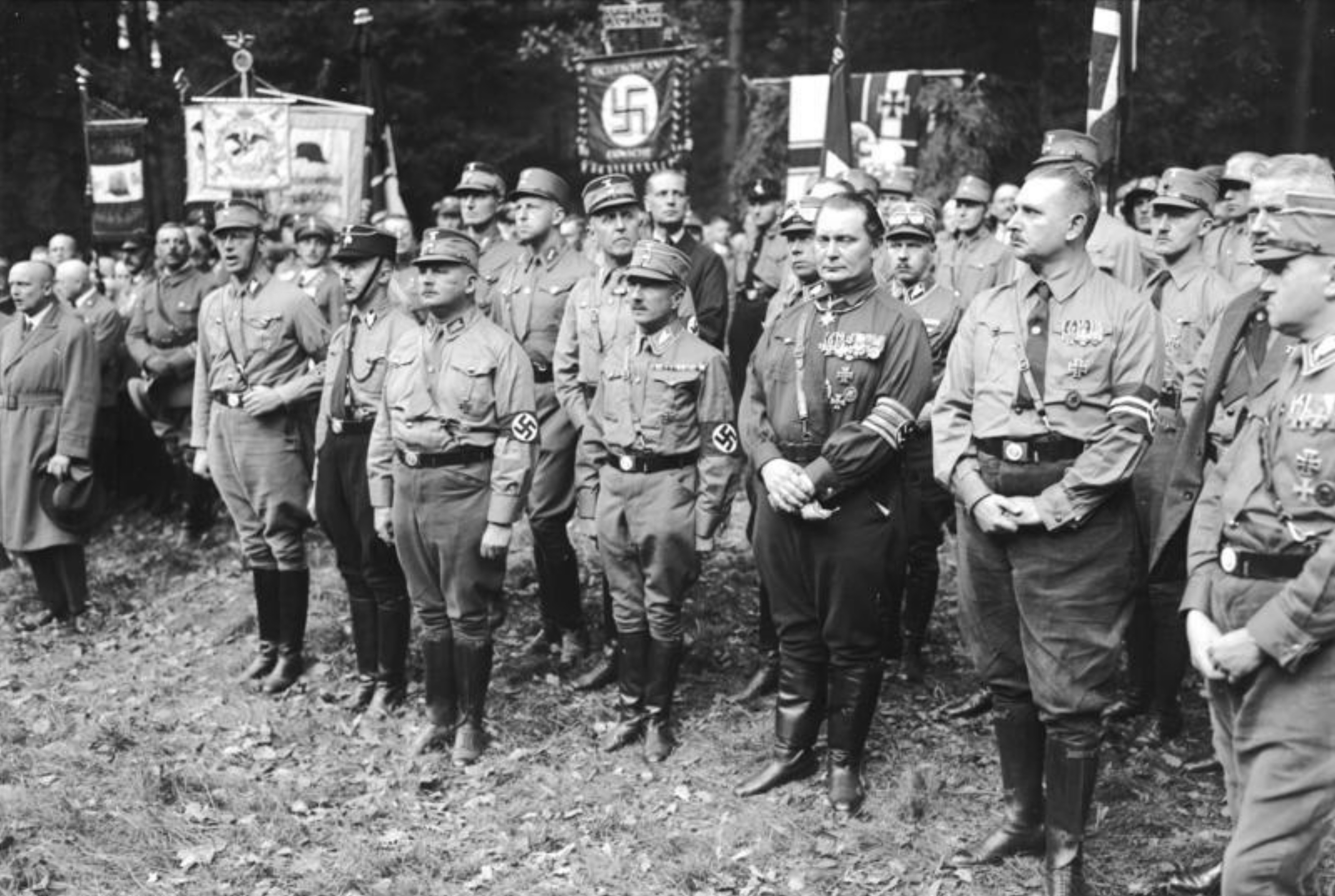
Створення Гарцбурзького фронту, 11 жовтня 1931 року. Геррет Корземан — у передньому ряді, ліворуч

Геррет Корземан народився 8 червня 1895 року. Брав участь в Першій світовій війні, в 1914 році був нагороджений Залізним хрестом 2-го і 1-го класу, а в 1918 році — чорним нагрудним знаком «За поранення». Після закінчення війни служив у добровольчому корпусі «Гродно». У 1921—1923 роках мешкав у Прибалтиці. У 1922 році одружився з данкою. У них народилося двоє дітей. У 1926 році вступив до Націонал-соціалістичної робітничої партії Німеччини (НСРПН) і штурмові загони (СА). Згодом служив в поліції. У 1937 році став капітаном охоронної поліції в Міністерстві внутрішніх справ в Берліні. У 1938 році його підвищено до звання майора, а в 1939 році — до підполковника. У січні 1939 року став членом СС і отримав звання оберфюрер.
У 1940 році очолив поліцію порядку в Любліні. У серпні 1941 року став бригадефюрер СС і генерал-майором поліції, а з 1 вересня того ж року став відповідальним за територію Кавказу. З 1 серпня 1941 до 1 січня 1942 року обіймав посаду керівника СС і поліції у Рівному. Один з організаторів масових розстрілів 17 000 євреїв у Рівному. У 1942 році був відповідальний за знищення приблизно 12 000 євреїв у Харкові . Також вважається причетним до розстрілів 33 000 київських євреїв в Бабиному Яру . У липні 1942 року був підвищений до группенфюрера СС і генерал-лейтенанта поліції. В середині 1942 року був призначений керівником СС і поліції Райхскомісаріату Кавказ. Після відступу військ вермахту з Кавказу був заступником вищого керівника СС і поліції в Могильові. Влітку 1943 року був звинувачений в боягузтві при відступі з Кавказу. Корземан звернувся до фельдмаршала Евальда фон Клейста з проханням про відставку. Гіммлер розжалував Корземана і відправив на фронт. До кінця війни у званні гауптштурмфюрера СС командував третьою ротою 3-ї дивізії СС «Мертва голова» .
Після закінчення війни був заарештований і екстрадований в Польщу. У 1947 році польський суд засудив його до 18 місяців в'язниці. У 1949 році був звільнений і в подальшому жив у ФРН.